# Calliope Records (jazz)
Calliope Records was een Amerikaans platenlabel, dat jazz-platen uitbracht. Het label was gevestigd in Sherman Oaks en werd gedistribueerd door Festival Records.
Het label is bekend van zijn platen in de serie "Sessions Live"-platen: 36 (deels verzamel)albums met opnamen uit de periode juli 1956-december 1958. De opnamen waren van onder meer een trio van André Previn, Red Mitchell en Shelly Manne, Harry James, Les Brown, Red Nichols, Cal Tjader, Chico Hamilton, Oscar Peterson, Firehouse Five Plus 2 en Art Blakey and His Jazz Messengers.